# Hamer (Idaho)
Hamer – miasto w Stanach Zjednoczonych, w stanie Idaho, w hrabstwie Jefferson.